# Concord (New Hampshire)
Concord ist die Hauptstadt und mit 43.976 Einwohnern die drittgrößte Stadt des US-Bundesstaats New Hampshire. Es liegt in Merrimack County und ist Sitz von dessen Verwaltung.

## Geschichte
Die Stadt befindet sich auf dem Gebiet der am 17. Januar 1725 gegründeten Penacook Plantage. Am 9. Februar 1734 wurde die Stadt Rumford konstituiert, nach deren Namen Benjamin Thompson, der dort gelebt hatte, seinen Grafentitel „Graf von Rumford“ wählte. Nach langjährigem, bitterem Streit mit der Nachbargemeinde Bow über die Gemeindegrenzen, bei der Bow zwei Drittel seines Gebiets verlor, wurde die Stadt 1765 vom Kolonialgouverneur Benning Wentworth in Concord (Eintracht) umbenannt.
Wirtschaftlicher Aufschwung folgte als der Middlesex Canal 1807 die Stadt mit dem Hafen von Boston verband. 1808 wurde Concord Hauptstadt, und das 1819 vollendete State House ist das älteste Kapitol der Vereinigten Staaten in dem sich die Legislative noch in ihren ursprünglichen Sitzungssälen trifft.
Die Stadt wurde bekannt durch ihre Granitsteinbrüche, feine Möbelherstellung, und ganz besonders die fast unverwüstliche Concord Stagecoach, mit ihrem aus vielen Filmen und Fernsehsendungen sofort erkennbaren Profil, die vor allem auf den schlechten Straßen des Westens ihren Einsatz als Post- und Passagierkutsche fand.

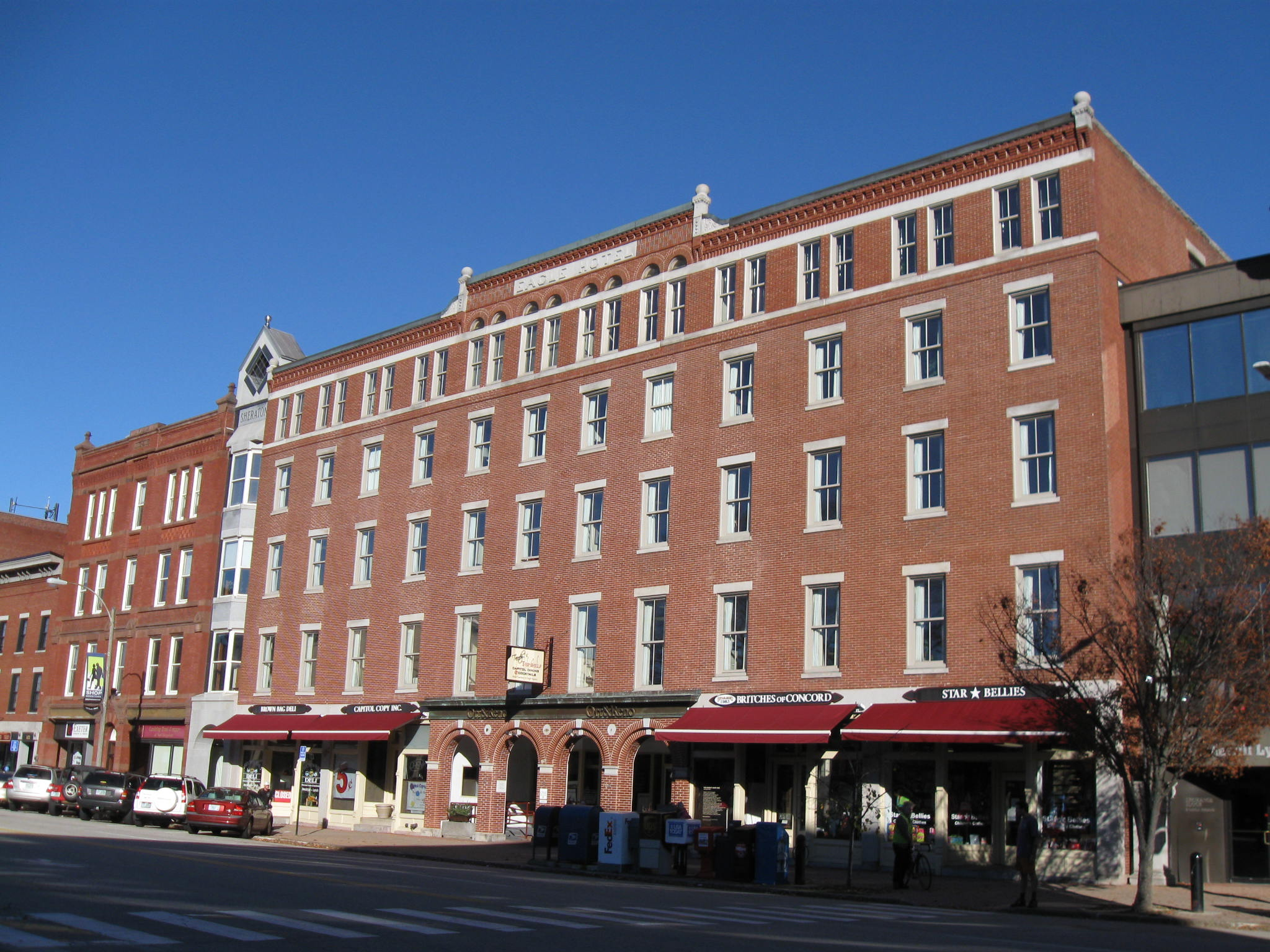
Das Eagle Hotel ist einer von 31 Einträgen der Stadt im NRHP.

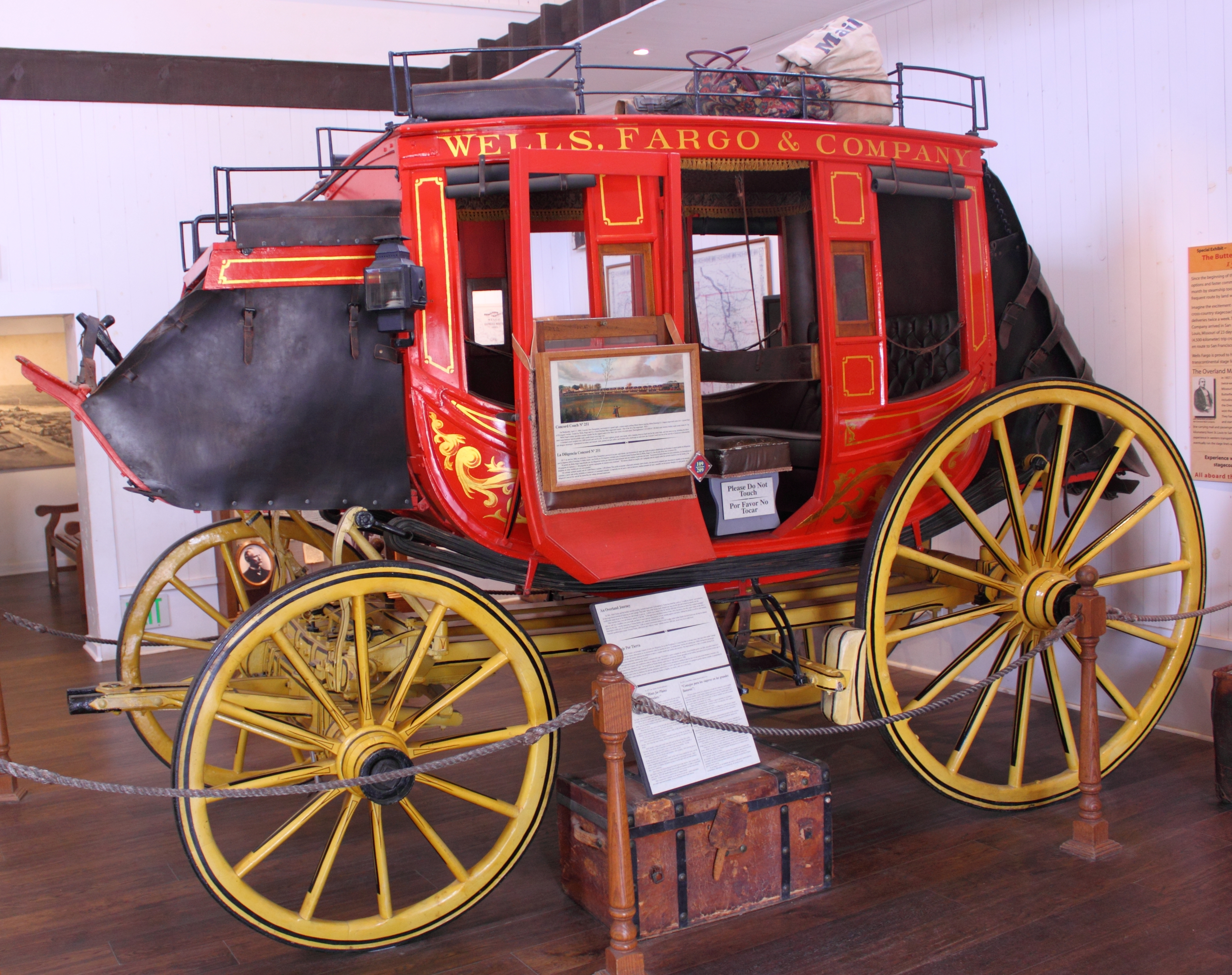
Eine originale Wells Fargo Concord Stagecoach im Wells Fargo History Museum im Old Town San Diego State Historic Park.

Der National Park Service weist für Concord 31 Bauwerke und Stätten im National Register of Historic Places (NRHP) aus (Stand 8. November 2018).

## Einwohnerentwicklung
| Jahr | Einwohner |
| ---- | --------- |
| 1980 | 30.400    |
| 1990 | 36.006    |
| 2000 | 40.687    |
| 2010 | 42.695    |
| 2020 | 43.976    |

## Söhne und Töchter der Stadt
- Joseph Carter Abbott (1825–1881), Jurist, Journalist, Geschäftsmann und Politiker
- Matthew Alosa (* 1972), amerikanisch-italienischer Basketballspieler
- Gardner Dean Blodgett (1925–2019), Kartograf und Geologe
- Matt Bonner (* 1980), Basketballspieler
- Frank O. Briggs (1851–1913), Politiker
- Kyle Brown (* 1989), Skeletonpilot
- William E. Chandler (1835–1917), Politiker
- Carson Cistulli (* 1979), Dichter
- George Condo (* 1957), Maler
- Tony Conrad (1940–2016), Künstler
- Philip E. Converse (1928–2014), Soziologe
- Annie Duke (* 1965), Pokerspielerin
- Alexis E. Fajardo (* 1976), Comic-Künstler, Illustrator, Letterer, Redakteur und Herausgeber
- Elizabeth Gurley Flynn (1890–1964), Aktivistin der Arbeiterbewegung und kommunistische Politikerin
- Kris Freeman (* 1980), Skilangläufer
- Jon Gillies (* 1994), Eishockeyspieler
- Hannah Hardaway (* 1978), Freestyle-Skierin
- Henry F. Hollis (1869–1949), Politiker
- Levi Hutchins (1761–1855), Uhrmacher und Erfinder
- Mark Levine (1938–2022), Jazzpianist und -posaunist
- Ben Lovejoy (* 1984), Eishockeyspieler
- Mace Moulton (1796–1867), Politiker
- Tara Mounsey (* 1978), Eishockeyspielerin
- Nick Purcell (* 1990), Schauspieler
- Nate Radley (* 1975), Jazzgitarrist
- Onslow S. Rolfe (1895–1985), Brigadegeneral der United States Army
- Frank W. Rollins (1860–1915), Politiker
- Christian Schwartz (* 1977), Schriftgestalter
- Der US-Präsident Franklin Pierce (1804–1869) ist in Concord verstorben.